# Batu Jangkih
Batu Jangkih is een bestuurslaag in het regentschap Centraal-Lombok van de provincie West-Nusa Tenggara, Indonesië. Batu Jangkih telt 5211 inwoners (volkstelling 2010).